# Gadschimurad Gasigandowitsch Raschidow
Gadschimurad Gasigandowitsch Raschidow (russisch Гаджимурад Газигандович Рашидов; * 30. Oktober 1995 in Gubden, Distrikt Karabudachensky, Dagestan) ist ein russischer Ringer. Er wurde 2016 und 2018 Europameister sowie 2017 und 2018 Vizeweltmeister und 2019 Weltmeister im freien Stil in der Gewichtsklasse bis 61 kg, bzw. 65 kg Körpergewicht.

## Werdegang
Gadschimurad Raschidow begann im Alter von sechs Jahren in seiner Geburtsstadt mit dem Ringen. Sein erster Trainer war sein Vater Gasichan Raschidow. Nach ersten größeren Erfolgen auf regionaler Ebene wechselte er zum Ringerclub "Kuramagomed Kuramagomedow" Kaspiisk. Weitere Trainer, die ihn seit 2006 formten, waren Sachrussin Aigubow und Kuramagomed Kuramagomedow. Er ringt nur im freien Stil.
2010 wurde er russischer Juniorenmeister (Cadets) in der Gewichtsklasse bis 42 kg Körpergewicht. Im gleichen Jahr wurde er auch Junioren-Europameister in der gleichen Gewichtsklasse.
2011 setzte er seine Erfolge auf der internationalen Ringermatte im Nachwuchsbereich fort. Er wurde in Szombathely Junioren-Weltmeister in der Altersgruppe "Cadets" in der Gewichtsklasse bis 50 kg. Im Finale bezwang er dabei Hassan Yazdanichariati aus dem Iran, der sechs Jahre später Olympiasieger in Rio de Janeiro in der Gewichtsklasse bis 74 kg werden sollte. 2012 wiederholte Gadschimurad Raschidow den Titelgewinn bei den Junioren-Weltmeisterschaften in Baku in der Gewichtsklasse bis 54 kg.
Bei den Junioren-Weltmeisterschaften der Altersgruppe "Juniors" konnte er keinen Weltmeistertitel erringen. 2014 gewann er bei den Weltmeisterschaften in Zagreb in der Gewichtsklasse bis 60 kg eine Bronzemedaille. Die gleiche Medaille gewann er auch bei der Junioren-Weltmeisterschaft 2015 in Salvador da Bahia.
Bei den Senioren belegte Gadschimurad Raschidow bei den russischen Meisterschaften 2015 in der Gewichtsklasse bis 61 kg hinter Alexander Bogomojew und Dschamal Otarsultanow den 3. Platz. Dies war für ihn ein wichtiger Schritt auf dem Weg in die russische Ringer-Nationalmannschaft der Senioren in der Gewichtsklasse bis 57 kg, die im Gegensatz zur Gewichtsklasse bis 61 kg in Rio de Janeiro olympisch war. Der nächste wichtige Schritt war der 3. Platz beim renommierten "Iwan-Yarigin"-Grand-Prix in Krasnojarsk 2016 in der Gewichtsklasse bis 57 kg hinter Alexander Bogomojew und Rustam Ampar. Er wurde daraufhin bei den Europameisterschaften dieses Jahres in Riga in dieser Gewichtsklasse eingesetzt und wurde dort mit Siegen über Juri Holub, Israel, Lewan Wartanow, Spanien, Georgi Wangelow, Bulgarien, Asadulla Lachinau, Weißrussland und Andre Yazenko, Ukraine Europameister.
Beim olympischen Ringerturnier in Rio de Janeiro 2016 kam er nicht zum Einsatz. Gadschimurad Raschidow war bei den russischen Meisterschaften 2016 zwar in der Gewichtsklasse bis 57 kg am Start und kam in seinen beiden ersten Kämpfen zu Siegen über Asamat Tuskajew und Nikolai Oschlopkow. Danach wurde er aber von seinem zuständigen Regionaltrainer aus dem Wettbewerb genommen, weil dieser mit Entscheidungen des Kampfgerichts nicht einverstanden war. Für Gadschimurad Raschidow war dadurch aber der Weg zu den Olympischen Spielen in Rio de Janeiro verbaut.
Bei den Weltmeisterschaften 2016 in der nichtolympischen Gewichtsklasse bis 61 kg in Budapest wurde der russische Meister in dieser Gewichtsklasse Achmed Tschakajew eingesetzt.
Die Laufbahn von Gadschimurad Raschidow ging trotzdem erfolgreich weiter. Beim "Iwan-Yarigin"-Turnier 2017 in Krasnojarsk belegte er in der Gewichtsklasse bis 61 kg hinter Achmed Tschakajew den 2. Platz. Im März 2017 wurde er in Szombathely U 23-Europameister in der gleichen Gewichtsklasse. Im Finale bezwang er dabei Sedat Özdemir aus der Türkei. Im Juni 2017 wurde er erstmals russischer Meister vor Wiktor Rassadin und Bechan Goigerejew. Er kam daraufhin auch bei den Weltmeisterschaften im August 2017 in Paris zum Einsatz. In Paris besiegte er Jozsef Molnar, Ungarn, Logan Stieber aus den Vereinigten Staaten, den Olympiasieger Wladimir Chintschegaschwili aus Georgien, den er mit 6:3 technischen Punkten schlug und Cengizhan Erdogan aus der Türkei. Im Finale musste er sich aber Hadschi Alijew aus Aserbaidschan geschlagen gegen und wurde damit Vizeweltmeister.
Im Januar 2018 siegte Gadschimurad Raschidow beim "Iwan-Yarigin"-Grand-Prix in Krasnojarsk in der Gewichtsklasse bis 61 kg. Im Mai 2018 war er bei den Europameisterschaften in Kaspiisk am Start und wurde dort mit Siegen über Wladimir Burukow, Ukraine, Nurgun Skrjabin, Weißrussland, Recep Topal, Türkei und Beka Lomtadse aus Georgien zum zweiten Male Europameister. Bei den Weltmeisterschaften 2018 in Budapest startete er in der gleichen Gewichtsklasse und besiegte dort Tuvshintulga Tumenbileg aus der Mongolei, Sonta Tanaji Gongane, Indien und Beka Lomtadse, unterlag aber im Finale etwas überraschend gegen den schon 35-jährigen Yowlys Bonne Rodriguez aus Kuba und wurde dadurch wieder "nur" Vizeweltmeister.
Beim "Iwan-Yarigin"-Grand-Prix in Krasnojarsk, der im Januar 2019 stattfand, startete er erstmals in der Gewichtsklasse bis 65 kg Körpergewicht. Er kam dabei hinter Achmed Tschakajew und Nachjin Kuular auf den 3. Platz.
Bei den Weltmeisterschaften 2019 in Nur-Sultan (Kasachstan) besiegte er in der gleichen Gewichtsklasse Hadschi Alijew, Aserbaidscha, Amir Reda Ramadan Hussein, Ägypten, den Titelverteidiger Takuto Otoguro aus Japan, den er mit 8:1 technischen Punkten klar beherrschte, Hadschi Mohammad Ali, Bahrein und im Finale Daulet Nijasbekow aus Kasachstan, den er mit 11:0 technischen Punkten vorzeitig von der Matte fegte.

## Internationale Erfolge
| Jahr | Platz | Wettbewerb                                       | Gewichtsklasse | Ergebnisse |
| 2010 | 1.    | Junioren-EM (Cadets)                             | bis 42 kg      | |
| 2011 | 1.    | Junioren-WM (Cadets) in Szombathely              | bis 50 kg      | vor Hassan Yazdanichariati, Iran |
| 2012 | 1.    | Junioren-WM (Cadets) in Baku                     | bis 54 kg      | vor Abhisek Manu, Indien |
| 2012 | 3.    | "Ali-Alijew"-Turnier in Machatschkala            | bis 55 kg      | Artjom Gebekow und Ismail Muskajew, beide Russland |
| 2014 | 3.    | Junioren-WM (Juniors) in Zagreb                  | bis 60 kg      | hinter Imam Mokhtar Sadeghikoukandeh, Iran und Joseph McKenna, USA |
| 2015 | 5.    | "Iwan-Yarigin"-Grand-Prix in Krasnojarsk         | bis 61 kg      | hinter Alexander Bogomojew, Nachjin Kuular, Dschamal Otarsultanow und Jegor Ponomarjew, alle Russland                                                                                 |
| 2015 | 3.    | Junioren-WM (Juniors) in Salvador da Bahia       | bis 60 kg      | hinter Iman Mokhtar Sadeghikoukandeh, Iran und Ibrahim Abdelhamid, Ägypten |
| 2016 | 3.    | "Iwan-Yarigin"-Grand-Prix in Krasnojarsk         | bis 57 kg      | hinter Alexander Bogomojew und Rustam Ampar, beide Russland |
| 2016 | 1.    | EM in Riga                                       | bis 57 kg      | nach Siegen über Juri Holub, Israel, Lewan Wartanow, Spanien, Georgi Wangelow, Bulgarien, Asadulla Lachinau, Weißrussland und Andre Yazenko, Ukraine                                  |
| 2017 | 2.    | "Iwan-Yarigin"-Grand-Prix in Krasnojarsk         | bis 61 kg      | hinter Achmed Tschakajew, vor Wiktor Rassadin, beide Russland und Rei Higuchi, Japan                                                                                                  |
| 2017 | 1.    | U 23-EM in Szombathely                           | bis 61 kg      | nach Siegen über Randy Vock, Schweiz, Robert Kardos, Ungarn, Ali Rahmizade, Aserbaidschan und Sedat Özdemir, Türkei                                                                   |
| 2017 | 2.    | WM in Paris                                      | bis 61 kg      | nach Siegen über Jozsef Molnar, Ungarn, Logan Stieber, USA, Wladimir Chintschegaschwili, Georgien, Cengizhan Erdogan, Türkei und einer Niederlage gegen Hadschi Alijew, Aserbaidschan |
| 2018 | 1.    | "Iwan-Yarigin"-Grand-Prix in Krasnojarsk         | bis 61 kg      | vor Ismael Muskajew, Russland, Tuvshintulga Tumenbileg, Mongolei und Alexander Bogomojew                                                                                              |
| 2018 | 1.    | "Dan-Kolow" & "Nikolai-Petrow"-Memorial in Sofia | bis 65 kg      | vor Wasyl Shuptar, Ukraine, Selahattin Kilicsallayan, Türkei und Gor Oganesjan, Ukraine                                                                                               |
| 2018 | 1.    | EM in Kaspiisk                                   | bis 61 kg      | nach Siegen über Wladimir Burukow, Ukraine, Nurgun Skrjabin, Weißrussland, Recep Topal, Türkei und Beka Lomtadse, Georgien                                                            |
| 2018 | 1.    | "Wacław-Ziółkowski"-Memorial in Warschau         | bis 61 kg      | vor Kuat Amirtajew, Kasachstan, Joseph Colon und Cody John Clark, beide USA |
| 2018 | 2.    | WM in Budapest                                   | bis 61 kg      | nach Siegen über Tuvshintulga Tumenbileg, Sonta Tanaji Gongane, Indien und Beka Lomtadse und einer Niederlage gegen Yowlys Bonne Rodriguez, Kuba                                      |
| 2019 | 3.    | "Iwan-Yarigin"-Grand-Prix in Krasnojarsk         | bis 65 kg      | hinter Achmed Tschakajew und Nachjin, Kuular, beide Russland |
| 2019 | 1.    | WM in Nur-Sultan                                 | bis 65 kg      | nach Siegen über Hadschi Alijew, Aserbaidschan, Amir Reda Ramadan Hussein, Ägypten, Takuto Otoguro, Japan, Hadschi Mohammad Ali, Bahrein und Daulet Nijasbekow, Kasachstan            |

## Russische Meisterschaften
| Jahr | Platz | Gewichtsklasse | Ergebnisse                                                 |
| 2015 | 3.    | bis 61 kg      | hinter Alexander Bogomojew und Dschamal Otarsultanow       |
| 2016 | unpl. | bis 57 kg      | Sieger: Alexander Bogomojew                                |
| 2017 | 1.    | bis 61 kg      | vor Wiktor Rassadin, Bechan Goigerejew und Islam Dudajew   |
| 2019 | 1.    | bis 65 kg      | vor Nachjin Kuular, Murschid Mutalimow und Julian Gergenow |

Erläuterungen
- alle Wettkämpfe im freien Stil
- WM = Weltmeisterschaften, EM = Europameisterschaften